# Herrarnas fyra utan styrman i rodd vid olympiska sommarspelen 1972
Herrarnas fyra utan styrman i rodd vid olympiska sommarspelen 1972 avgjordes mellan den 27 augusti och 2 september 1972. Grenen hade totalt 80 deltagare från 20 länder.

## Medaljörer
| Gren              | Guld                                                                 | Silver                                                        | Brons                                                                    |
| Fyra utan styrman | Östtyskland Frank Forberger Frank Rühle Dieter Grahn Dieter Schubert | Nya Zeeland Dick Tonks Dudley Storey Ross Collinge Noel Mills | Västtyskland Joachim Ehrig Peter Funnekötter Franz Held Wolfgang Plottke |

## Resultat

### Heat

#### Heat 1
| Placering | Roddare                                                          | Land        | Tid     |
| --------- | ---------------------------------------------------------------- | ----------- | ------- |
| 1         | Emeric Tuşa Adalbert Agh Mihai Naumencu Francisc Papp            | Rumänien    | 6:49,11 |
| 2         | Ole Nafstad Tom Amundsen Kjell Sverre Johansen Svein Erik Nilsen | Norge       | 6:53,27 |
| 3         | Ian Gordon Karel Jonker Gregory Rokosh Donald Curphey            | Kanada      | 7:02,34 |
| 4         | Marko Mandič Jože berc Jure Potočnik Miloš Janša                 | Jugoslavien | 7:05,00 |
| 5         | Kim Ki-Tae Ham Il-Nyon Kim Un-Son Hong Song-Su                   | Nordkorea   | 7:10,57 |

#### Heat 2
| Placering | Roddare                                                      | Land        | Tid     |
| --------- | ------------------------------------------------------------ | ----------- | ------- |
| 1         | Dick Tonks Dudley Storey Ross Collinge Noel Mills            | Nya Zeeland | 6:47,27 |
| 2         | Hans-Jörg Bendiner Walter Steiner Thomas Macher Kurt Baumann | Schweiz     | 6:55,81 |
| 3         | Oscar de Andrés José Manuel Bugia Luciano Wilk Tomás Forray  | Argentina   | 6:59,72 |
| 4         | Csaba Czakó András Kormos József Csermely Antal Melis        | Ungern      | 7:02,98 |
| 5         | José Luis Morales Arturo Figueroa Arcadio Padilla Juan López | Mexiko      | 7:20,00 |

#### Heat 3
| Placering | Roddare                                                     | Land           | Tid     |
| --------- | ----------------------------------------------------------- | -------------- | ------- |
| 1         | Frank Forberger Dieter Grahn Frank Rühle Dieter Schubert    | Östtyskland    | 6:43,87 |
| 2         | Fred Smallbone Lenny Robertson Jim Clark William Mason      | Storbritannien | 6:45,30 |
| 3         | Joachim Ehrig Peter Funnekötter Franz Held Wolfgang Plottke | Västtyskland   | 6:47,53 |
| 4         | Primo Baran Angelo Rossetto Pier Angelo Conti Abramo Albini | Italien        | 6:53,85 |
| 5         | Patrick Sellier Roger Rouver Gérard Chenuet Yves Fraisse    | Frankrike      | 6:56,58 |

#### Heat 4
| Placering | Roddare                                                              | Land          | Tid     |
| --------- | -------------------------------------------------------------------- | ------------- | ------- |
| 1         | Anatoliy Tkachuk Igor Kashurov Aleksandr Motin Vitaly Sapronov       | Sovjetunionen | 6:42,40 |
| 2         | Willy Poulsen Peter Fich Christiansen Egon Pedersen Rolf Andersen    | Danmark       | 6:47,60 |
| 3         | Biser Bojadzjiev Borislav Vasilev Nikolaj Kolev Metodi Chalvadzjiski | Bulgarien     | 6:47,99 |
| 4         | Charles Hewitt William Miller Richard Dreissigacker James Moroney    | USA           | 6:57,05 |
| 5         | Eralio Cabrera Troadio Delgado Ramón Luperón Angel Serra             | Kuba          | 7:07,61 |

### Återkval

#### Återkval 1
| Placering | Roddare                                                           | Land         | Tid     |
| --------- | ----------------------------------------------------------------- | ------------ | ------- |
| 1         | Joachim Ehrig Peter Funnekötter Franz Held Wolfgang Plottke       | Västtyskland | 6:58,10 |
| 2         | Willy Poulsen Peter Fich Christiansen Egon Pedersen Rolf Andersen | Danmark      | 7:04,37 |
| 3         | Csaba Czakó András Kormos József Csermely Antal Melis             | Ungern       | 7:16,06 |
| 4         | Kim Ki-Tae Ham Il-Nyon Kim Un-Son Hong Song-Su                    | Nordkorea    | 7:18,30 |

#### Återkval 2
| Placering | Roddare                                                     | Land           | Tid     |
| --------- | ----------------------------------------------------------- | -------------- | ------- |
| 1         | Fred Smallbone Lenny Robertson Jim Clark William Mason      | Storbritannien | 7:06,79 |
| 2         | Eralio Cabrera Troadio Delgado Ramón Luperón Angel Serra    | Kuba           | 7:11,23 |
| 3         | Oscar de Andrés José Manuel Bugia Luciano Wilk Tomás Forray | Argentina      | 7:12,74 |
| 4         | Marko Mandič Jože berc Jure Potočnik Miloš Janša            | Jugoslavien    | 7:18,18 |

#### Återkval 3
| Placering | Roddare                                                           | Land      | Tid     |
| --------- | ----------------------------------------------------------------- | --------- | ------- |
| 1         | Hans-Jörg Bendiner Walter Steiner Thomas Macher Kurt Baumann      | Schweiz   | 7:03,31 |
| 2         | Ian Gordon Karel Jonker Gregory Rokosh Donald Curphey             | Kanada    | 7:06,90 |
| 3         | Patrick Sellier Roger Rouver Gérard Chenuet Yves Fraisse          | Frankrike | 7:09,33 |
| 4         | Charles Hewitt William Miller Richard Dreissigacker James Moroney | USA       | 7:13,95 |

#### Återkval 4
| Placering | Roddare                                                              | Land      | Tid     |
| --------- | -------------------------------------------------------------------- | --------- | ------- |
| 1         | Primo Baran Angelo Rossetto Pier Angelo Conti Abramo Albini          | Italien   | 7:00,65 |
| 2         | Biser Bojadzjiev Borislav Vasilev Nikolaj Kolev Metodi Chalvadzjiski | Bulgarien | 7:02,69 |
| 3         | Ole Nafstad Tom Amundsen Kjell Sverre Johansen Svein Erik Nilsen     | Norge     | 7:03,08 |
| 4         | José Luis Morales Arturo Figueroa Arcadio Padilla Juan López         | Mexiko    | 7:32,31 |

### Semifinaler

#### Semifinal A/B

##### Semifinal 1
| Placering | Roddare                                                     | Land         | Tid     |
| --------- | ----------------------------------------------------------- | ------------ | ------- |
| 1         | Dick Tonks Dudley Storey Ross Collinge Noel Mills           | Nya Zeeland  | 7:03,99 |
| 2         | Frank Forberger Dieter Grahn Frank Rühle Dieter Schubert    | Östtyskland  | 7:06,88 |
| 3         | Joachim Ehrig Peter Funnekötter Franz Held Wolfgang Plottke | Västtyskland | 7:10,56 |
| 4         | Ian Gordon Karel Jonker Gregory Rokosh Donald Curphey       | Kanada       | 7:13,61 |
| 5         | Primo Baran Angelo Rossetto Pier Angelo Conti Abramo Albini | Italien      | 7:14,20 |
| 6         | Eralio Cabrera Troadio Delgado Ramón Luperón Angel Serra    | Kuba         | 7:36,30 |

##### Semifinal 2
| Placering | Roddare                                                              | Land           | Tid     |
| --------- | -------------------------------------------------------------------- | -------------- | ------- |
| 1         | Emeric Tuşa Adalbert Agh Mihai Naumencu Francisc Papp                | Rumänien       | 7:12,50 |
| 2         | Willy Poulsen Peter Fich Christiansen Egon Pedersen Rolf Andersen    | Danmark        | 7:16,01 |
| 3         | Anatoliy Tkachuk Igor Kashurov Aleksandr Motin Vitaly Sapronov       | Sovjetunionen  | 7:16,59 |
| 4         | Fred Smallbone Lenny Robertson Jim Clark William Mason               | Storbritannien | 7:22,21 |
| 5         | Hans-Jörg Bendiner Walter Steiner Thomas Macher Kurt Baumann         | Schweiz        | 7:23,87 |
| 6         | Biser Bojadzjiev Borislav Vasilev Nikolaj Kolev Metodi Chalvadzjiski | Bulgarien      | 7:24,93 |

### Finaler

#### Final B
| Placering | Roddare                                                              | Land           | Tid     |
| --------- | -------------------------------------------------------------------- | -------------- | ------- |
| 1         | Fred Smallbone Lenny Robertson Jim Clark William Mason               | Storbritannien | 6:52,89 |
| 2         | Biser Bojadzjiev Borislav Vasilev Nikolaj Kolev Metodi Chalvadzjiski | Bulgarien      | 6:54,54 |
| 3         | Ian Gordon Karel Jonker Gregory Rokosh Donald Curphey                | Kanada         | 6:57,18 |
| 4         | Primo Baran Angelo Rossetto Pier Angelo Conti Abramo Albini          | Italien        | 6:57,59 |
| 5         | Hans-Jörg Bendiner Walter Steiner Thomas Macher Kurt Baumann         | Schweiz        | 6:59,41 |
| 6         | Eralio Cabrera Troadio Delgado Ramón Luperón Angel Serra             | Kuba           | 7:10,83 |

#### Final A
| Placering | Roddare                                                           | Land          | Tid     |
| --------- | ----------------------------------------------------------------- | ------------- | ------- |
| 1         | Frank Forberger Dieter Grahn Frank Rühle Dieter Schubert          | Östtyskland   | 6:24,27 |
| 2         | Dick Tonks Dudley Storey Ross Collinge Noel Mills                 | Nya Zeeland   | 6:25,64 |
| 3         | Joachim Ehrig Peter Funnekötter Franz Held Wolfgang Plottke       | Västtyskland  | 6:28,41 |
| 4         | Anatoliy Tkachuk Igor Kashurov Aleksandr Motin Vitaly Sapronov    | Sovjetunionen | 6:31,92 |
| 5         | Emeric Tuşa Adalbert Agh Mihai Naumencu Francisc Papp             | Rumänien      | 6:35,60 |
| 6         | Willy Poulsen Peter Fich Christiansen Egon Pedersen Rolf Andersen | Danmark       | 6:37,28 |